# Moshie
Moshie (ou Moshi, Mossie, Mosie) est une localité du Cameroun, située dans la Région du Sud-Ouest et le département de Manyu. Elle est rattachée administrativement à l'arrondissement de Upper Bayang (Tinto Council) et au canton de Kendem.

## Population
La localité comptait 111 habitants en 1953, puis 148 en 1967, des Banyang.
Lors du recensement de 2005, on y a dénombré 318 personnes.